# جو موراي (رسام رسوم متحركة)
جو موراي (بالإنجليزية: Joe Murray)‏ (و. 1961  م) هو رسام رسوم متحركة، ومدون، وكاتب، ومؤدي أصوات، وكاتب سيناريو أمريكي، ولد في سان خوسيه، كاليفورنيا.

## التعليم
تعلم في Leland High School (San Jose, California) ‏
.

## وصلات خارجية
- جو موراي على موقع IMDb (الإنجليزية)
- جو موراي على موقع قاعدة بيانات الفيلم (الإنجليزية)

- جو موراي في قاعدة بيانات الأفلام على الإنترنت